# Swift (programmeertaal)
Swift is een programmeertaal ontwikkeld door Apple voor haar besturingssystemen iOS en OS X. De taal is gebaseerd op Objective-C, deze programmeertaal werd voorheen gebruikt voor het ontwikkelen van applicaties. Swift werd in 2014 aangekondigd tijdens de jaarlijkse ontwikkelaarsconferentie WWDC 2014, samen met OS X Yosemite, iOS 8 en diverse SDK's.

## Geschiedenis
De ontwikkeling van Swift startte in juli 2010 door programmeur Chris Lattner. Swift voegde verschillende concepten samen uit andere programmeertalen zoals Objective-C, Rust, Haskell, Python, C#, CLU, en vele anderen. De WWDC-app werd op 2 juni 2014 de eerste publiekelijke app geschreven in Swift.
Een handleiding van 500 pagina's werd ook tijdens de WWDC beschikbaar gesteld in de iBooks Store en op de website van Apple.
Tijdens de WWDC 2016 werd de iPad-app Swift Playgrounds beschikbaar, bedoeld als leermiddel voor Swift gericht op kinderen. Een jaar later kwam de app ook beschikbaar in het Nederlands.

## Populariteit
In maart van 2017 werd Swift genoteerd in de top 10 in de lijst van het Nederlandse TIOBE, een maandelijkse lijst van populaire programmeertalen. In oktober van dat jaar verloor Swift deze positie door de opkomst van Xamarin en C#, en door vergelijkbare gereedschappen voor JavaScript. In mei 2018 zakte de populariteit met een verlies van 1,37% vergeleken met een jaar eerder.

## Versiegeschiedenis
| Datum            | Versie | Opmerkingen                                                                           |
| ---------------- | ------ | ------------------------------------------------------------------------------------- |
| 9 september 2014 | 1      | Eerste versie toegevoegd aan Xcode 6.1                                                |
| 8 juni 2015      | 2      | Licentie veranderd naar open source, versie voor Linux beschikbaar                    |
| 13 juni 2016     | 3      | Niet meer terugwaarts compatible met eerdere versies vanwege API-ontwerpveranderingen |
| 5 juni 2017      | 4      | Verbeterde collectietypen en eenvoudigere omgang met strings                          |
| 25 maart 2019    | 5      |                                                                                       |

## Codevoorbeeld
```
var
 
implicitInteger
 
=
 
70

var
 
implicitDouble
 
=
 
70.0

var
 
explicitDouble
:
 
Double
 
=
 
70

let
 
apples
 
=
 
3

let
 
oranges
 
=
 
5

let
 
appleSummary
 
=
 
"Ik heb 
\(
apples
)
 appels."

let
 
fruitSummary
 
=
 
"Ik heb 
\(
apples
 
+
 
oranges
)
 vruchten."

print
(
"Hallo Wereld!"
)

let
 
people
 
=
 
[
"Anna"
:
 
67
,
 
"Julia"
:
 
8
,
 
"Hans"
:
 
33
,
 
"Peter"
:
 
25
]

for
 
(
name
,
 
age
)
 
in
 
people
 
{

    
print
(
"
\(
name
)
 is 
\(
age
)
 jaar oud."
)

}

```